# Nicholas Colasanto
Nicholas Colasanto (* 19. Januar 1924 in Providence, Rhode Island; † 12. Februar 1985 in Studio City, Los Angeles) war ein US-amerikanischer Schauspieler und Regisseur.

## Leben und Karriere
In den 1980er-Jahren wurde Nicholas Colasanto einem breiteren Publikum als Darsteller des Barkeepers „Coach“ Ernie Pantusso in der Sitcom Cheers bekannt. Für diese Rolle wurde er dreimal, in jedem Jahr seiner Mitwirkung, für einen Emmy nominiert. Zuvor hatte Colasanto als vielbeschäftigter Fernsehregisseur gearbeitet, unter anderem für Serien wie Bonanza, Columbo, Starsky & Hutch oder CHiPs. Auch als Schauspieler arbeitete Colasanto meist für das Fernsehen, u. a. war er in Serien wie Auf der Flucht, Kobra, übernehmen Sie, Die Straßen von San Francisco oder Kojak – Einsatz in Manhattan zu sehen. Als Filmschauspieler spielte er unter anderem Nebenrollen in den Filmen Fat City (1972) von John Huston, Familiengrab (1976) von Alfred Hitchcock und als Gangsterboss Tommy Como in Wie ein wilder Stier (1980) von Martin Scorsese.
Nicholas Colasanto starb 1985 während der Dreharbeiten zur dritten Staffel von Cheers nach einer längeren Herzkrankheit.

## Filmografie (Auswahl)

### Als Schauspieler
- 1959: Playhouse 90 (Fernsehserie, zwei Folgen)
- 1964: Alfred Hitchcock Presents (Fernsehserie, eine Folge)
- 1965–1967: Wettlauf mit dem Tod (Fernsehserie, sechs Folgen)
- 1966: Solo für O.N.K.E.L. (Fernsehserie, eine Folge)
- 1968: Killer auf Befehl (The Counterfeit Killer)
- 1972: Fat City
- 1973: Die Straßen von San Francisco (Fernsehserie, eine Folge)
- 1975: The Manchu Eagle Murder Caper Mystery
- 1976: Familiengrab (Family Plot)
- 1977: Mad Bull – Der Supercatcher (Mad Bull; Fernsehfilm)
- 1980: Wie ein wilder Stier (Raging Bull)
- 1982: The Haircut (Kurzfilm)
- 1982–1985: Cheers (Fernsehserie, 70 Folgen)

### Als Regisseur
- 1966–1967: Wettlauf mit dem Tod (Fernsehserie, sieben Folgen)
- 1967–1968: Garrison’s Gorillas (Fernsehserie, fünf Folgen)
- 1969–1970: Hawaii Fünf-Null (Fernsehserie, vier Folgen)
- 1971: Alias Smith und Jones (Fernsehserie, eine Folge)
- 1972: Bonanza (Fernsehserie, zwei Folgen)
- 1972/1974: Columbo (Fernsehserie, zwei Folgen)
- 1975: Die Straßen von San Francisco (Fernsehserie, eine Folge)
- 1977: CHiPs (Fernsehserie, eine Folge)
- 1978: Starsky & Hutch (Fernsehserie, eine Folge)
- 1980: The Contender (Fernseh-Miniserie)
- 1981: Sheriff Lobo (Fernsehserie, zwei Folgen)